# Ținutul Horincei
Ținutul Horincei a fost o unitate administrativ-teritorială în cadrul Țării Moldovei, care făcea parte din Țara de Jos și avea centrul administrativ, probabil în târgul Oancea. Ținutul și-a luat numele după denumirea râului Horincea, afluent al Prutului.

## Istoric
Ținutul Horincei, în calitate de diviziune teritorială, este menționat pentru prima și ultima dată într-un document din anul 1528 păstrat în original:
„Din mila lui dumnezeu, noi Petru voievod, domn al Țării Moldovei. Facem cunoscut cu această carte a noastră tuturor ce lor ce o vor vedea sau o vor auzi citindu-se, că acest adevărat boier al nostru credincios, pan Toader logofăt, a slujit mai înainte sfânt-răposaților părintelui domniei mele Ștefan voievod și fratelui domniei mele Bogdan voievod și nepotului domniei mele Ștefan voievod cu slujbă dreaptă și credincioasă iar astăzi ne slujește nouă, drept și credincios.

...

Și iarăși domnia mea am dat lor schimb, pentru a treia parte a lor de sat din Starosilți, un sat în ținutul Horincei, anume Stoboreni <lângă Rogojeni, județul Galați>, pe care sat l-a pierdut Săcuianul ceașnic, ginerele lui Tăutul logofăt, în hiclenie ...

A scris Dumitru Popovici la Huși, în anul 7036 <1528> luna Aprilie, 8.”
Nici înainte de anul 1528 și nici după această dată, nu există însemnări documentare cu privire la existența acestui ținut. Totuși există mai multe hrisoave și urice menționează sate pe sau la Horincea. Aceste atestări se referă, mai degrabă, la valea râului Horincea, decât la o unitate administrativă în cadrul Moldovei.
La sfârșitul secolului al XVI-lea, ținutul Horincea s-a contopit cu ținutul Covurlui, devenind subdiviziune (ocol) în cadrul acestuia.